# Scolecotheca cornuta
Scolecotheca cornuta är en svampart som beskrevs av Søchting & B. Sutton 1997. Scolecotheca cornuta ingår i släktet Scolecotheca, divisionen sporsäcksvampar och riket svampar.   Inga underarter finns listade i Catalogue of Life.